# Gran Premio dell'Insubria 2009
Il Gran Premio dell'Insubria 2009, prima edizione della corsa e valida come evento dell'UCI Europe Tour 2009 categoria 1.1, si svolse il 28 febbraio 2009 su un percorso di 177 km. Fu vinta dall'italiano Francesco Ginanni che giunse al traguardo con il tempo di 4h12'51", alla media di 42,001 km/h.
Partenza con 159 ciclisti di cui 144 tagliarono il traguardo.

## Ordine d'arrivo (Top 10)
| Pos. | Corridore          | Squadra       | Tempo    |
| ---- | ------------------ | ------------- | -------- |
| 1    | Francesco Ginanni  | Diquigiovanni | 4h12'51" |
| 2    | Enrico Rossi       | Cer. Flaminia | s.t.     |
| 3    | Samuel Dumoulin    | Cofidis       | s.t.     |
| 4    | Daniele Callegarin | C. Calzatura  | s.t.     |
| 5    | Carlo Scognamiglio | Barloworld    | s.t.     |
| 6    | Francisco Ventoso  | Carmiooro     | s.t.     |
| 7    | Fabian Wegmann     | Team Milram   | s.t.     |
| 8    | Simon Clarke       | Amica Chips   | s.t.     |
| 9    | Mauro Santambrogio | Lampre-N.G.C. | s.t.     |
| 10   | Ben Swift          | Katusha       | s.t.     |